# Kleinzand 32
Het Kleinzand 32 is een van de rijksmonumenten aan het Kleinzand in de binnenstad van Sneek.
Het gebouw is sinds jaar en dag in gebruik door Weduwe Joustra. Bijzonder aan het gebouw zijn de omlijste ingang, grote zesruitsvensters en hoge verdieping onder schilddak. Het interieur van het pand, met drankorgel, is nog in originele staat. De voorzolder is nog steeds ingericht als zondagse kamer en de rest van de zolder bevat diverse elementen uit de tijd dat ze nog bewoond werd. Momenteel staan er diverse objecten uit de geschiedenis van Weduwe Joustra.